# メフェナム酸
メフェナム酸（メフェナムさん、英: Mefenamic acid）は非ステロイド性抗炎症薬の一種。ポンタールなどの商品名で、頭痛や歯痛、生理痛の緩和などのために経口で使用される。メフェナム酸が減少すると炎症や子宮収縮などが生じるが、プロスタグランジン合成が阻害されることによるものだと考えられている。肝臓で代謝され、腎臓により体外への排出が行われる。このため、重度の肝・腎疾患の患者には処方されない。

## 副作用
胃に負担がかかるため、空腹時を避けて服用する。眠気が生じることがあるため、服用後は自動車の運転等は避ける。他に頭痛や胃痛、嘔吐、下痢、発疹、血小板減少などの副作用が生じることがある。まれにアナフィラキシーや溶血性貧血、急性腎不全、消化性潰瘍、肝機能障害などの重篤な副作用が生じる場合がある。インフルエンザ脳症を重症化させると考えられるため、15歳未満のインフルエンザ患者への投与は原則として禁止されている。過剰に摂取すると嘔吐、吐血、痙攣、昏睡などの症状があらわれる。症状は服用後30分～4時間ほどで現れるが、腎不全などは発症までに数日かかる場合がある。致死量は約2.5グラムである。

## 合成
フェナム酸に類似し、2-クロロ安息香酸 (2-Chlorobenzoic acid) と2,3-ジメチルアニリンから合成される。